# Sibutad
Sibutad é um município de  quinta classe de renda municipal (d) na província Zamboanga do Norte, nas Filipinas. De acordo com o censo de 1 de maio  de  2020 possui uma população de 17 453 pessoas e 4 762 domicílios.